# チャールズ・オレア
チャールズ・オレア（Charles O'Rear、1941年11月26日 - ）は、アメリカ合衆国の写真家である。Windows XPで標準の壁紙に設定されていた「草原」の元となる写真を撮影したことで知られる。愛称はチャック（Chuck）。姓はオリアとも。
彼は、日刊紙『エンポリア・ガゼット』、『カンザス・シティ・スター』、『ロサンゼルス・タイムズ』で働いた後、『ナショナルジオグラフィック』で仕事をした。アメリカ合衆国環境保護庁の『DOCUMERICA』プロジェクトにも参加した。1978年からワイン醸造に関する写真を撮り始めた。1998年から、シアトルに本部を置くストック写真会社・コービス（現 ブランデッド・エンターテインメント ・ネットワーク）と提携している。この会社は、マイクロソフトの創業者・ビル・ゲイツが所有する会社である。

## 経歴
オレアは1941年にミズーリ州バトラーで生まれた。初めて使ったカメラは、10歳の時のブローニーだった。子供のころはパイロットになることを夢見て、16歳のときに免許を取った。セントラル・ミズーリ大学を卒業後、『バトラー・デイリー・デモクラット』紙にスポーツ記者として就職した。1961年に日刊紙『エンポリア・ガゼット』にカメラマンとして、1962年に『カンザス・シティ・スター』に記者兼カメラマンとして加わった。1966年、『ロサンゼルス・タイムズ』のカメラマンとなるためにロサンゼルスに転居した。
1971年、『ナショナルジオグラフィック』誌の依頼で、アラスカの「古儀式派」と呼ばれるロシア系住民の取材を行った。1978年、ナショナルジオグラフィック誌の依頼でワイン醸造が盛んなカリフォルニア州のナパ・ヴァレーの写真を撮った。それ以来、ワイン醸造に関する写真撮影に興味を持つようになり、この地域の写真を撮るために拠点をナパ・ヴァレーに移した。1985年、ナショナルジオグラフィック誌の依頼でインドネシアを旅行し、15,000枚の写真を撮った。オレアの写真はナショナルジオグラフィック誌の表紙を2度飾っている。1枚は超軽量飛行機で空を飛ぶ「鳥人間」の写真、もう1枚は自身の手でコンピュータ・チップを持っている写真である。オレアは約25年間（1971 - 1995年）ナショナルジオグラフィック誌と提携し、30か国とアメリカ合衆国の全ての州で撮影した。ナショナルジオグラフィック誌で25の記事の写真撮影を行った。その内容は、メキシカン・リビエラ、シベリア、カナダ、シリコンバレー、ナパヴァレーなど多岐にわたる。ナショナルジオグラフィックで仕事をしている間に、小型ストロボの使用法をマスターし、サンタフェ写真ワークショップで11年間教えていた。
1972年から1975年の間、オレアは、アメリカ合衆国環境保護庁による、1970年代の環境問題に関する写真記録を残すプロジェクト『DOCUMERICA』に参加した。このプロジェクトには、ビル・ストロード、ダニー・ライアン、ジョン・H・ホワイトなど70人の写真家が参加した。オレアはDOCUMERICAの中で最も多くの作品を残している。1980年、オレアはクレイグ・アーネスとともに写真エージェンシー・ウェストライト(Westlight)を設立した。1998年、ウェストライトはコービスにより買収された。1998年、コービスは、世界の主要なワイン産地の写真を撮るために、1年間オレアを送り出した。

## 草原
1996年1月、オレアはカリフォルニア州のナパ郡とソノマ郡を車で通り抜けているときに、道端で緑の草原と青々とした山腹の写真を撮った。その写真は、携帯型の中判カメラ・マミヤRZ67で撮影された。オレアはこの写真をウェストライトに提出し、後にその権利はコービスに引き継がれた。
2001年、マイクロソフトは新しいオペレーティング・システム(OS)であるMicrosoft Windows XPの宣伝のために、オレアの写真を選び出した。マイクロソフトはこの画像にBliss（日本語版では「草原」）と名付け、Windows XPの標準の壁紙に使用した。Windows XPの成功により、OSの一部として提供されたこの画像は、「歴史上最もよく見られた画像」の一つとなった。マイクロソフトはこの画像を選んだ理由を、「マイクロソフトが顧客に提供しようとしている体験（自由、可能性、静けさ、暖かさなど）を、この画像は例示している」と説明した。後のインタビューで、オレアはこの画像が「この惑星で最もよく見られる画像」になるとは予想していなかったと述べた。
オランダ語版のWindows XPでは、この画像の名前はIreland（アイルランド）となっており、それが撮影地を表したものだと信じられていた。本当の撮影地が明かされる以前、撮影地を予想する様々な意見があった。さらには、デジタル処理により修正されている、もしくは、コンピュータで生成した画像だという噂もあった。オレア自身は、何の修正も加えずにコービスに提出したと主張しているが、マイクロソフトは画像の左側を切り取り、山腹の色を鮮明な緑に変えている。

## 著書
1985年、オレアは撮影した写真をオーストラリアのWeldon Publishingに売り、"Silicon Valley HIGH TECH: Window to the Future"という本として刊行された。1989年以降、オレアはワインとワイン産地に関する10冊の本を出している。2001年以降、本、カレンダー、ポスターの出版者としても働いていた。
1. Napa Valley (1989)
2. Fodor's Wine Country (1995)
3. Cabernet: A Photographic Journey from Vine to Wine (1998) co-authored with Michael Creedman, Foreword by Robert Mondavi
4. Chardonnay: Photographs from Around the World (1999) co-authored with Michael Creedman
5. Napa Valley: The Land, The Wine, The People (2001)
6. Beautiful Wineries (2005) co-authored with Thom Elkjer
7. Wine Places: The Land, the Wine, the People (2005) co-authored with David Furer
8. Wine Across America: A Photographic Road Trip (2007) co-authored with Daphne Larkin
9. Beringer's Rhine House (2009) co-authored with Daphne Larkin
10. Napa Valley: The Land, The Wine, The People (2011)